# Project Gotham Racing
Project Gotham Racing (PGR) es un videojuego de carreras y el primero de la serie Project Gotham Racing, desarrollado por Bizarre Creations y publicado por Microsoft Game Studios para la consola de videojuegos Xbox. Fue lanzado el 9 de noviembre de 2001 en América del Norte y el 14 de marzo de 2002 en Europa.
El primer título de la saga, Project Gotham Racing, es un videojuego para Xbox que se convirtió rápidamente en el segundo juego más vendido para la consola después de Halo: Combat Evolved.[cita requerida] Es un sucesor espiritual del juego Metropolis Street Racer de la consola Dreamcast. Es compatible con el Xbox 360 desde el 12 de julio de 2007 por medio de una actualización descargable.

## Jugabilidad
PGR se diferencia de la mayoría de los juegos de carreras por el hecho de que ganar una carrera no significa necesariamente que el jugador pase a la siguiente ronda sino que conduzca lo bastante deprisa como para satisfacer integralmente el desafío, además de obtener la puntuación suficiente en «puntos Kudos» para avanzar. Los puntos de prestigio se ganan a través de las habilidades de conducción del jugador, tales como el poder de deslizamiento alrededor de una esquina a toda velocidad o adelantar a NPC en la carrera.

## Recepción
El expresidente de Microsoft, Bill Gates, ha descrito a Project Gotham Racing como su videojuego favorito.[cita requerida]
Debido al éxito de la serie Project Gotham Racing, Guinness World Récords otorgó a la serie seis récords del mundo en el libro Guinness World Récords: Gamer's Edition 2008. Estos récords incluyen «los modelos de coches más complejos en un juego de carreras», «la banda sonora más grande con licencia incluida en un juego de carreras» y «el entorno más complejo de una carrera» para el área de la ciudad de Nueva York en el juego PGR3. El puente de Brooklyn es el único compuesto por más de un millón de polígonos.

## Pistas de Carreras
Hay cuatro ciudades en total y cada una de ellas se divide en tres distritos:
- Londres
  - Trafalgar
  - Parque de St. James
  - Westminster
- Nueva York
  - Central Park
  - Wall Street
  - Times Square
- San Francisco
  - Fisherman's Wharf
  - Financial District
  - Pacific Heights
- Tokio
  - Asakusa
  - Shibuya
  - Shinjuku

## Banda sonora
El juego cuenta con muchas canciones que fueron hits en el año 2001:
| - Akiki Kabashima - Alien Crime Syndicate - Bathgate - Black Rebel Motorcycle Club - Chevelle - Colour Variation - David Lee Roth - DLR Band - Doves | - Eve 6 - Foojin - Gearwhore - Good Charlotte - Gorillaz - Groovenics - Handsome Devil - HASH BALL - Heather Duby | - Iggy Pop - Injected - Inner Core - Junior Sánchez - Kittie - Kuo Hirota - L.A. Symphony - Looper - Love As Laughter | - Love Seed Mama Jump - Moth - Murder City Devils - Nebula - Photek - Pigeon John - Polecat - PYT - Q-Burns | - Saeko Kai - Saliva - Scapegoat Wax - Shusei Mural - Shuvel - Sir Mix-A-Lot - Skrape - Smile Street - Souljahz | - Spacehog - Stereo MCs - Switched - The Chemical Brothers - The Makers - The Yo-Yos - The Black Halos - Timbaland & Magoo - Trembling Blue Stars - Zen Guerrilla |

- Datos: Q589751